# Preciso de Você
"Preciso de Você" é uma canção do cantor brasileiro Netinho, gravada para o seu quarto álbum, Netinho ao Vivo! (1996). Foi composta por Neilton Cerqueira Santos ("Gigi") e Carlinhos Boca. Gravada originalmente para o álbum Netinho (1995), foi lançada como single no ano seguinte para o primeiro registro ao vivo do cantor e se tornou uma das faixas mais tocadas naquele ano e impactantes do axé.

## Versão de Sandy
A cantora Sandy regravou a canção para a trilha sonora da telenovela Segundo Sol, da Rede Globo. Sua versão foi produzida pelo músico Lucas Lima e lançada no dia 8 de junho de 2018. Um lyric video foi lançado em 22 de junho.

### Produção
Sandy comentou a produção da canção dizendo:
"Estava em processo de produção do meu novo álbum de inéditas quando surgiu o convite da direção da Globo para integrar a trilha da novela. Me deram total liberdade para fazer a releitura deste grande sucesso do axé, dentro do meu estilo musical."

### Recepção
Mauro Ferreira, do G1, escreveu: "Sandy apresenta uma gravação de tom expansivo e pouco usual [em sua] discografia [solo] [...] Sandy mantém o poder de sedução de Preciso de Você, música que faz parte da memória afetiva da artista por ter sido muito ouvida [em sua] adolescência."

### Promoção
Em julho de 2018, foi ao ar no talk show Conversa com Bial a primeira performance televisionada da canção.